# Alain Phạm Ngọc Định
Alain Phạm Ngọc Định (sinh ngày 11 tháng tám 1939 tại Sài Gòn, Liên bang Đông Dương thuộc Pháp) là nhà Toán học gốc Việt, hiện là giáo sư emeritus tại Đại học Orléans (Pháp) là con trai của cố giáo sư, bác sĩ, bộ trưởng Phạm Ngọc Thạch. Ông có công đóng góp xây dựng đội ngũ nghiên cứu toán học ở miền nam, nâng đỡ nhiều nhà toán học trẻ ở Việt Nam thành công ở nước ngoài.

## Xuất thân và sự nghiệp
Alain Phạm Ngọc Định là con út của cố cố giáo sư, bác sĩ, bộ trưởng Phạm Ngọc Thạch và nữ y tá người Pháp Marie Louise. Ông bà có hai người con là Colette Như Mai và Alain Phạm Ngọc Định. Ông tuy định cư ở Pháp nhưng vẫn mang quốc tịch Việt Nam từ năm 19 tuổi.
Từ năm 1936 cho đến trước cuộc Cách mạng tháng Tám, gia đình ông sống tại Sài Gòn. Sau khi bs Thạch vào chiến khu của Việt Minh, ngày 23 tháng 9 năm 1945, vợ và các con ông ở lại Sài Gòn. 5 năm sau, Marie Louise mang các con quay về Pháp. Bà nuôi các con trong tình cảnh khó khăn về kinh tế và bị kỳ thị do có chồng là "trùm cộng sản". Khi được tin Phạm Ngọc Thạch đã chuyển công tác ra Hà Nội, Marie Louise đưa các con về Việt Nam định cư tại Hà Nội, nhưng sau một thời gian ngắn cả ba lại quay về Pháp, quay lại nghề y tá và ủng hộ các hoạt động chống chiến tranh Việt Nam.
Alain Phạm Ngọc Định tốt nghiệp khoa Toán tại Đại học Paris-Orsay năm 1962 và lấy bằng thạc sĩ tại trường này năm 1963.
Năm 1967, ông bảo luận văn tiến sĩ tại Đại học Paris VI (Đại học Pierre và Marie Curie) với nhan đề "Contribution à l'étude de l'équation de Heun et ses solutions" (Tạm dịch: Đóng góp cho nghiên cứu phương trình Heun và nghiệm của nó). Sau đó ông tiếp tục bảo vệ tiến sĩ khoa học (doctorat d'état) năm 1977 với nhan đề là "Sur l'étude d'équations différentielles linéaires du second ordre associées aux groupes SO(n) et E(n)".
Từ năm 1966-1986, ông là phó giáo sư tại Đại học Orleans và từ năm 1987 là giáo sư đặc biệt.
Năm 1979, Alain Phạm Ngọc Định trở lại thăm Việt Nam và tham gia hợp tác giảng dạy và nghiên cứu tại Trường đại học Tổng hợp TP Hồ Chí Minh.
Sau khi nghỉ hưu, ông vẫn hợp tác giảng dạy và nghiên cứu Toán học tại Trường đại học Orléans (Pháp). Ông đã tham gia đào tạo các thạc sĩ, tiến sĩ Toán học tại Trường đại học Khoa học Tự nhiên TP Hồ Chí Minh trong khuôn khổ hợp tác Toán học giữa Pháp và Việt Nam.

## Đóng góp
Ông nghiên cứu về lãnh vực phương trình đạo hàm riêng, hàm đặc biệt và đã công bố hơn 70 bài báo khoa học trên các tạp chí uy tín trên thế giới.
Từ những năm 1980, ông là người tiên phong tham gia hợp tác giảng dạy và nghiên cứu giữa Pháp và Việt Nam tại ĐHTH TP Hồ Chí Minh. Cùng với GS Đặng Đình Áng ông có công gây dựng đội ngũ nghiên cứu về giải tích và phương trình đạo hàm riêng ở miền nam.
Nhiều nhà toán học trẻ Việt Nam đã được ông hướng dẫn và nâng đỡ trong con đường sự nghiệp, trong đó có Phan Thành Nam (Giải thưởng Hội toán học châu âu năm 2020). Chính giáo sư Định đã dìu dắt Nam giai đoạn du học ở Pháp.